# 菜月チョビ
菜月 チョビ（なつき ちょび、1978年5月3日 - ）は、日本の演出家、女優。劇団鹿殺し座長。

## 来歴・人物
1978年5月3日、福岡県稲築町出身。福岡県立嘉穂高等学校、関西学院大学文学部西洋史学科卒業。
演劇サークルの先輩であった丸尾丸一郎とともに、2000年1月に劇団鹿殺しを旗揚げ。
劇団鹿殺し全作品に演出・出演している。
2013年11月より文化庁の新進芸術家海外研修制度によるカナダに1年間の派遣留学をする。

## 出演作品

### 舞台
- 劇団鹿殺し第一回公演『熱海殺人事件/モンテカルロイリュージョン』（2000）
- 劇団鹿殺し第二回公演『蒲田行進曲』（2000）
- 劇団鹿殺し第三回公演『リング・リング・リング』（2000）（以上つかこうへい作品）
- 劇団鹿殺し第四回公演『愛卍情』（2001）
- 劇団鹿殺し第五回公演『ララバイ』（2001）
- 劇団鹿殺し第六回公演『さよなら』（2002）
- 劇団鹿殺し第七回公演『赤い落日』（2002）
- 劇団鹿殺し番外公演『彼女の起源』（2002）
- 劇団鹿殺し第八回公演『さよなら〜君が代ラウドネス〜』（2003）
- 劇団鹿殺し第九回公演『image』『image/KILL THE KING』（2003）
- 劇団鹿殺し第十回公演『チキン』（2004）
- 劇団鹿殺し第十一回公演『愛卍情』（2004）
- 劇団鹿殺し第十二回公演『百千万』（2004）
- 大阪現代演劇祭・クラシックルネッサンス『夜叉ケ池』（2005）
- 劇団鹿殺し第十三回公演『エデンの穴』（2005）
- 劇団鹿殺し全国ライブハウスツアー『その激しさゆえのツアー2006』（2006）（関西を中心に全国10ヶ所のライブハウスで上演）
- 劇団鹿殺し第十四回公演『SALOMEEEEEEE!!!』（2006）
- 劇団鹿殺し劇団鹿殺しオルタナティブスVol.1『山犬』（2006）
- 劇団鹿殺し第十五回公演『僕を愛ちて。』（2007）
- 劇団鹿殺し劇団鹿殺しオルタナティブスVol.2『魔人現る』（2007）
- 劇団フライングステージ『サロン』（原作 桜沢エリカ 脚本/演出 関根信一）（2007）
- 劇団鹿殺し第十六回公演『殺ROCK ME! 〜サロメ〜』（2007）
- 新感線プロデュース いのうえ歌舞伎號『IZO』劇中歌（2008）
- 劇団鹿殺し第十七回公演『2008改訂版・百千万』（2008）
- ネルケプランニング『燻し銀河』（作・演出 松村武）（2008）
- 劇団鹿殺しオルタナティブズVol.3『轟きのうた』（2008）
- G2プロデュース『A Midsummer Night’s Dream』（2008）
- 劇団鹿殺し 第十八回公演『電車は血で走る』（2008）
- 劇団鹿殺し 第十九回公演『ベルゼブブ兄弟』（2009）
- 劇団鹿殺し 第二十回公演・回帰『赤とうがらし帝国』（2009）
- 劇団鹿殺し 十周年記念公演第一弾『スーパースター』（2010・第55回岸田國士戯曲賞候補作）
- 劇団鹿殺し 十周年記念ロングラン公演『電車は血で走る（再演）』（2010）
- 劇団鹿殺し 本多劇場進出公演『僕を愛ちて。〜燃える湿原と音楽〜』（2011）
- 劇団鹿殺し 夏の女優祭り『岸家の夏』（2011）
- 劇団鹿殺し 紀伊國屋ホール進出公演『青春漂流記』（2012）
- 劇団鹿殺し ロックオペラ『田舎の侍』（2012）
- 劇団鹿殺し 音楽劇『BONE SONGS』（2013）
- 劇団めばち娘『ツチノコの嫁入り』（2015）
- 劇団鹿殺し 怒パンク時代劇 『名なしの侍』 (2016)